# Calicasas

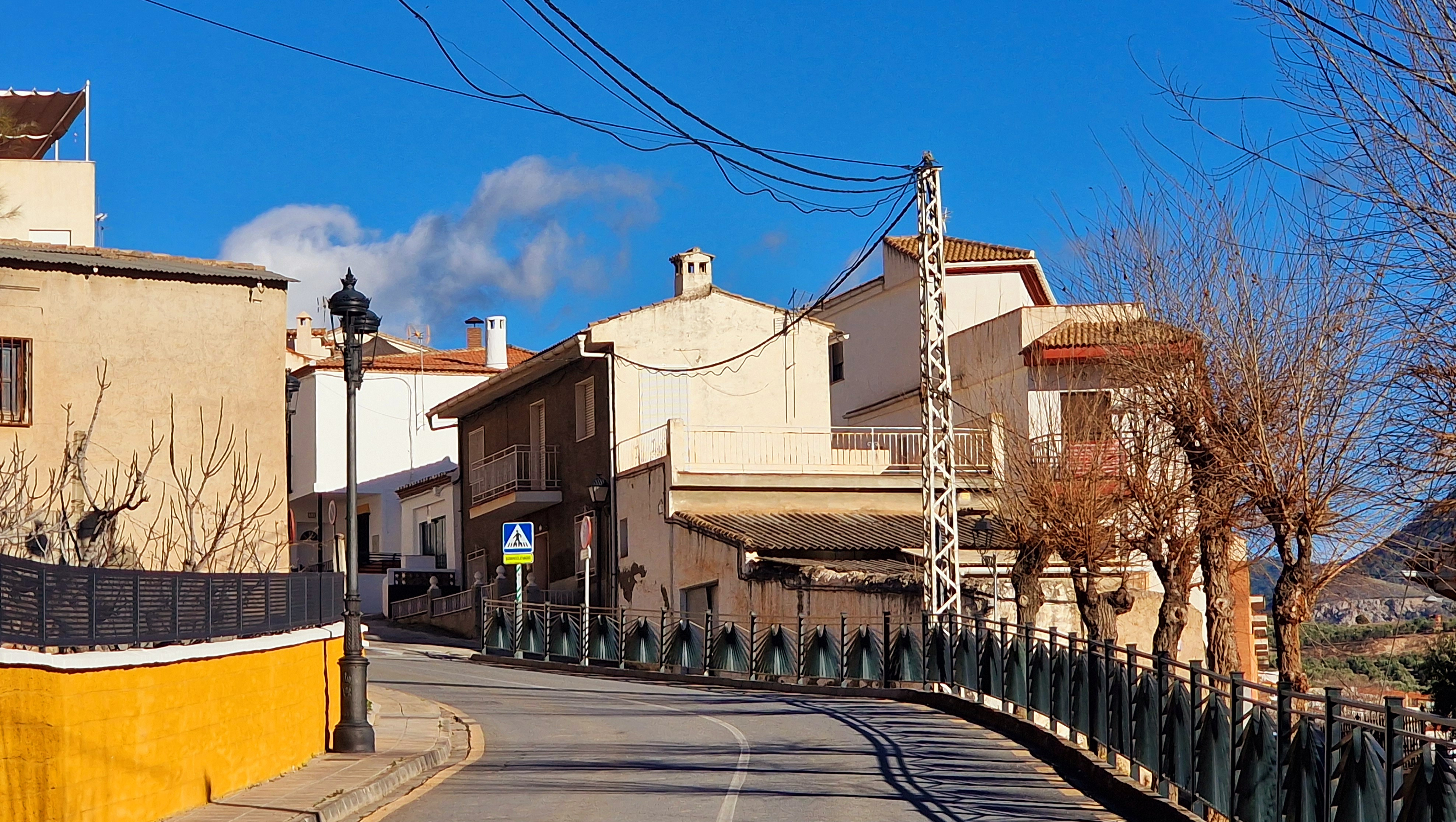
Centro de la localidad

Calicasas es una localidad y municipio español situado en la parte septentrional de la comarca de la Vega de Granada, en la provincia de Granada, comunidad autónoma de Andalucía. Limita con los municipios de Albolote, Peligros, Güevéjar y Cogollos Vega. Cuenta con una población de 658 habitantes (INE 2024). Por su término discurren los ríos Bermejo y Blanco.
El municipio calicaseño comprende el núcleo de población de Calicasas —capital municipal— y los diseminados de El Llano, El Moral, San Enrique y San Francisco.

## Símbolos
Calicasas cuenta con un escudo y bandera adoptados oficialmente el 4 de enero de 2006.

### Escudo
Su descripción heráldica es la siguiente:

Escudo partido y entado en punta. Primero, de gules (rojo), acueducto de tres ojos de plata (blanco), mazonado de sable (negro). Segundo, de sinople (verde), dos casas de plata, mazonadas de sable, puestas en palo. Entado en punta de ondas de azur (azul) y plata. Al timbre, corona real cerrada.

### Bandera
La enseña del municipio tiene la siguiente descripción:

Bandera rectangular de proporciones 2:3, formada por un triángulo isósceles blanco que tiene sus vértices en los extremos del asta y en el punto medio del batiente, y superpuesto un triángulo isósceles azul, que tiene sus vértices en los extremos del asta y en el punto central de la bandera, siendo los triángulos del batiente rojo el superior y verde el inferior.

## Geografía

### Situación
Integrado en la comarca de la Vega de Granada, se encuentra situado a 17 kilómetros de la capital provincial, a 84 de Jaén, a 164 de Almería y a 284 de Murcia. El municipio está muy próximo a la bifurcación de la autovía A-44, entre las ciudades de Bailén y Motril, con la GR-30 o Circunvalación de Granada, que parte de la vecina localidad de El Chaparral y acaba en la Villa de Otura.
| Noroeste: Albolote | Norte: Cogollos Vega     | Nordeste: Cogollos Vega        |
| Oeste: Albolote    |                          | Este: Cogollos Vega y Güevéjar |
| Suroeste: Albolote | Sur: Peligros y Güevéjar | Sureste: Güevéjar              |

## Demografía
Calicasas cuenta con una población de 658 habitantes (INE 2024).
| Gráfica de evolución demográfica de Calicasas entre 1842 y 2021                                                     |
| |
| Población de derecho según los censos de población del INE Población de hecho según los censos de población del INE |

## Economía

### Evolución de la deuda viva municipal
| Gráfica de evolución de la deuda viva del Ayuntamiento de Calicasas entre 2008 y 2019                                |
| |
| Deuda viva del Ayuntamiento de Calicasas en miles de euros según datos del Ministerio de Hacienda y Función Pública. |

## Administración y política

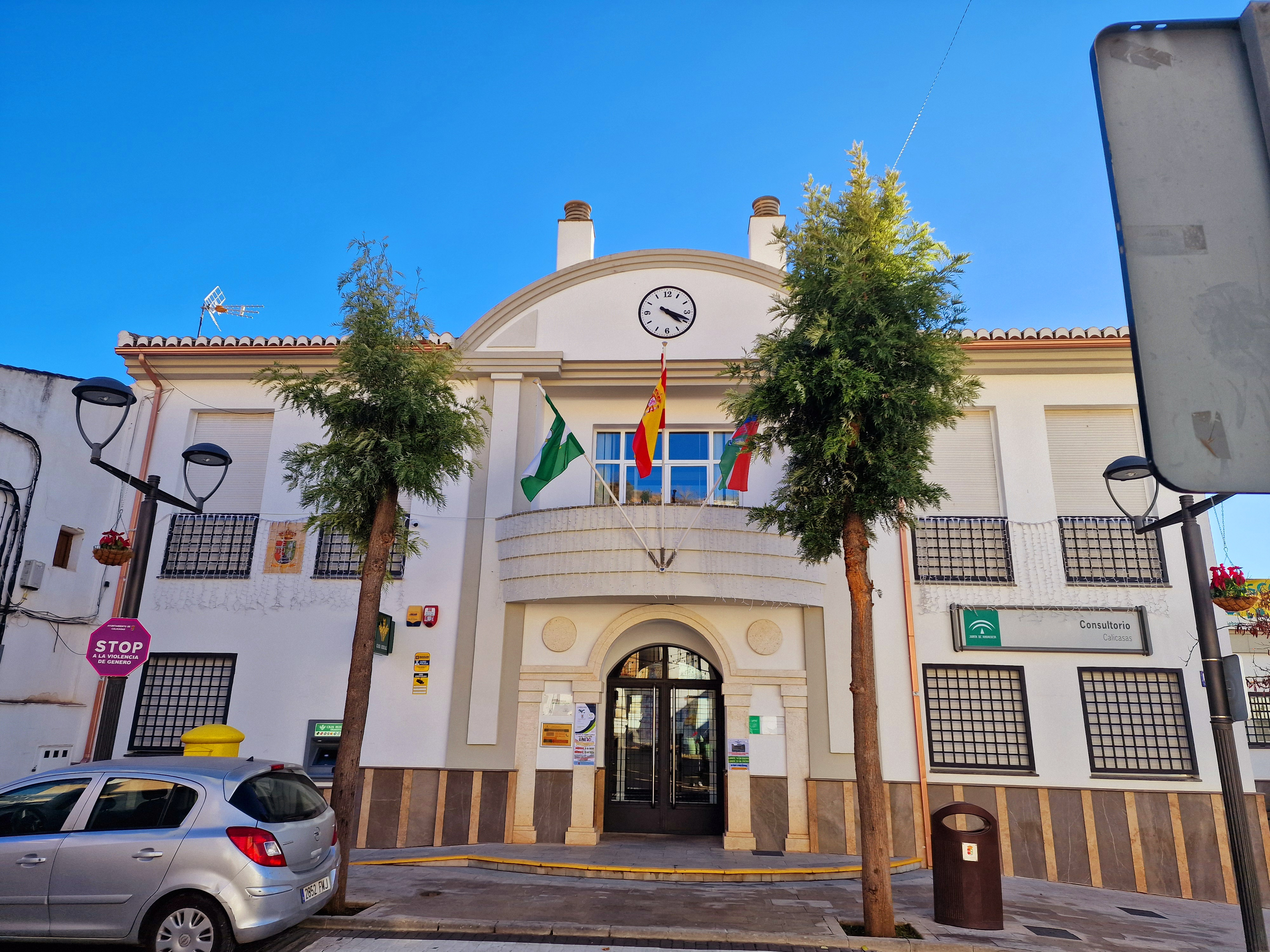
Ayuntamiento de Calicasas, situado en la plaza de la Constitución

Los resultados en Calicasas de las últimas elecciones municipales, celebradas en mayo de 2023, son:
| Elecciones Municipales - Calicasas (2023) | Elecciones Municipales - Calicasas (2023) | Elecciones Municipales - Calicasas (2023) | Elecciones Municipales - Calicasas (2023) | Elecciones Municipales - Calicasas (2023) |
| Partido político                          | Partido político                          | Votos                                     | Votos                                     | Concejales                                |
| ----------------------------------------- | ----------------------------------------- | ----------------------------------------- | ----------------------------------------- | ----------------------------------------- |
|                                           | Partido Socialista Obrero Español (PSOE)  | 240                                       | 57,27 %                                   | 4                                         |
|                                           | Partido Popular (PP)                      | 168                                       | 40,09 %                                   | 3                                         |
|                                           | Vox (VOX)                                 | 8                                         | 1,90 %                                    | 0                                         |

### Alcaldes
| Legislatura | Nombre                       | Grupo     |
| ----------- | ---------------------------- | --------- |
| 1979-1983   | Manuel Lafuente Corral       | UCD       |
| 1983-1987   | Manuel Lafuente Corral       | AP/PDP/UL |
| 1987-1991   | Manuel Lafuente Corral       | AP        |
| 1991-1995   | Manuel Lafuente Corral       | PP        |
| 1995-1999   | Diego Fernández Herrera      | PP        |
| 1999-2003   | Horacio Medina Medina        | PSOE      |
| 2003-2007   | Horacio Medina Medina        | PSOE      |
| 2007-2011   | Horacio Medina Medina        | PSOE      |
| 2011-2015   | Horacio Medina Medina        | PSOE      |
| 2015-2019   | María Isabel Corral Carrillo | PSOE      |
| 2019-2023   | María Isabel Corral Carrillo | PSOE      |
| 2023-act.   | Germán Medina Talero         | PSOE      |

## Comunicaciones

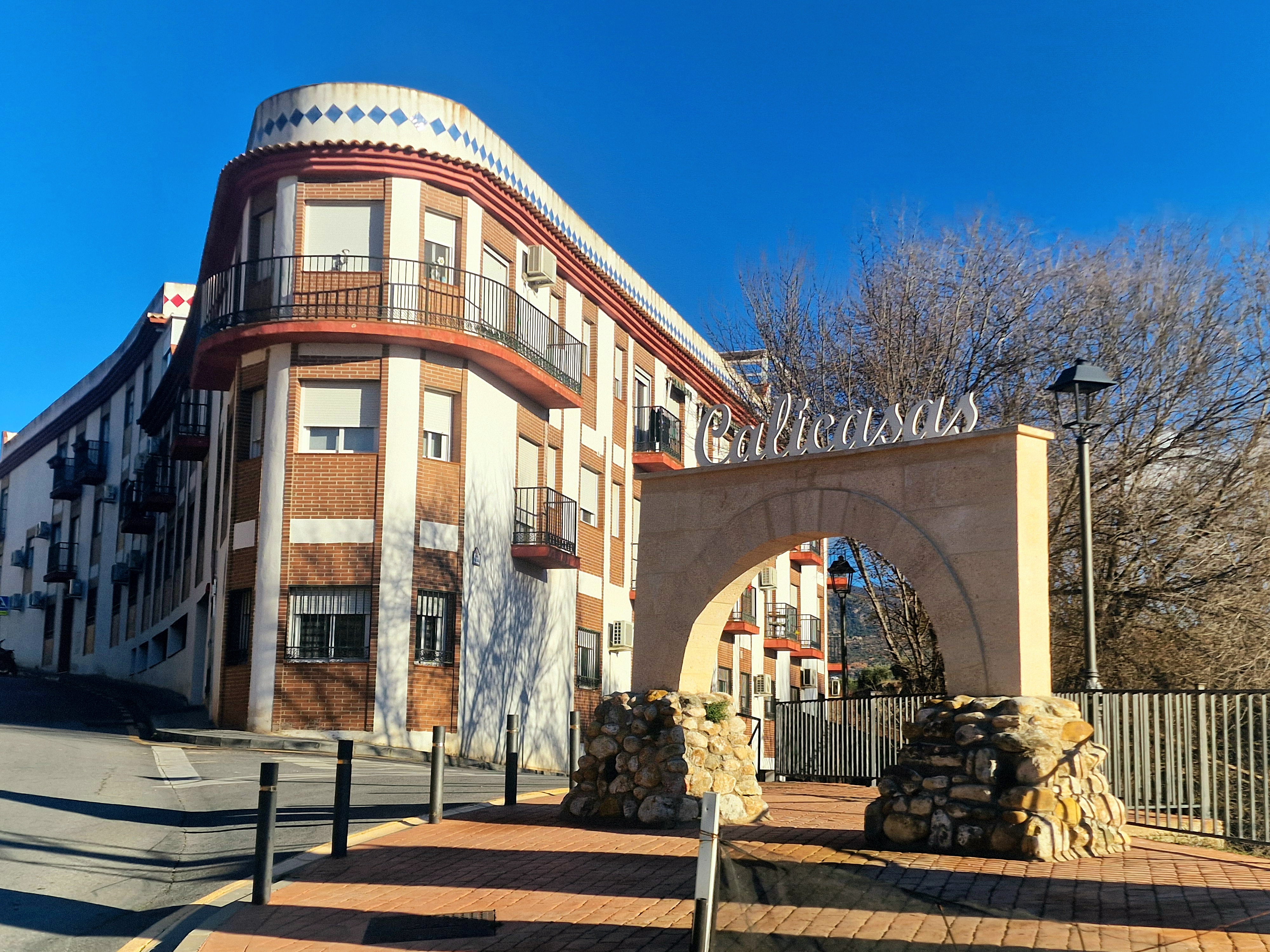
Entrada a la localidad por la carretera GR-3422

### Carreteras
Las principales vías de comunicación que transcurren por el municipio son:
| Identificador | Denominación           | Itinerario              |
| ------------- | ---------------------- | ----------------------- |
| GR-3419       | De A-44 a GR-3424      | El Chaparral - Güevéjar |
| GR-3422       | De GR-3419 a Calicasas | GR-3419 - Calicasas     |

Algunas distancias entre Calicasas y otras ciudades:
| Ciudades | Distancia (km) |
| -------- | -------------- |
| Granada  | 17             |
| Jaén     | 84             |
| Almería  | 164            |
| Murcia   | 284            |

## Servicios públicos

### Sanidad
El municipio cuenta con un consultorio médico de atención primaria situado en la plaza de la Constitución, n.º 1, dependiente del distrito sanitario Metropolitano de Granada. El servicio de urgencias está en el centro de salud de Albolote y el área hospitalaria de referencia es el Hospital Ruiz de Alda de Granada capital.

### Educación
El único centro educativo que hay en el municipio es:
| Denominación genérica                    | Nombre del centro               | Naturaleza | Dirección       |
| ---------------------------------------- | ------------------------------- | ---------- | --------------- |
| Colegio de educación infantil y primaria | CEIP Nuestra Señora del Rosario | Público    | C/ El Molino, 3 |